# Zsargon
A szociolingvisztikában a zsargon (< francia jargon) terminus a szociolektusoknak nevezettek közé tartozó nyelvváltozatot nevez meg. A francia terminust átvette több nyelv nyelvészete, és nincs egység közöttük, de egyazon nyelvvel foglalkozó nyelvészek között sem meghatározásának és jellemzésének tekintetében. Az egyetlen vonása, amely kapcsolatában mind egyetértenek az, hogy egy adott zsargont a beszélők egy bizonyos csoportja beszéli, és az ezen kívüliek nem értik. Gond az, hogy ugyanez jellemzi azt is, amit „argó”-nak, és azt is, amit „szleng”-nek neveznek, ezért a zsargon, az argó és a szleng terminusokat egyesek szinonimákként kezelik.

## A zsargon terminus értelmezései
A francia jargon szó eredetileg a középkori francia bűnözők egyik titkos nyelvét nevezte meg, és a közegüket nevezték argot-nak, tehát az „argó zsargonjá”-ról volt szó. A 17. század végétől kezdve az argó elnevezés folyamatosan helyettesítette a zsargon elnevezést ennek addigi jelentésével.
A francia nyelvészetben több jelentéssel van meg a terminus. Egyes szerzők szerint, mint Grevisse – Gosse 2007, a köznyelvben használják pejoratív jelentéssel, érthetetlennek ítélt nyelvre. Ebben az értelemben van szó „filozófusok zsargonjá”-ról, teológusok zsargonjá”-ról stb. Egyéb munkákban, például Turpin 2002, a zsargon nyelvészeti terminusként szakmák, mesterségek, foglalkozások beszélt nyelveként jelenik meg. Ilyen például a bányászok vagy az orvosok nyelve. Ellenben Grevisse – Gosse 2007 egyes mesterségeket űző emberek nyelvét argónak nevezi. Dubois 2002 is ezekre az „argó”-t használja az egyik szócikkben de a „zsargon”-t egy másikban. Ugyanennél a szerzőnél megtalálható a terminus Grevisse – Gosse 2007-adta jelentése is, pl. a „rossz tanuló zsargonja”, „franglais (angollal kevert francia) zsargon” szókapcsolatokban. Azt is megemlíti, hogy zsargon olyan csoport nyelve is, amely a köznéptől való elkülönülésére használja, pl. „a kényeskedők zsargonja” (lásd lentebb).
A magyar nyelvészetben több szerző elkülönülési szándékkal használt nyelvváltozatot lát a zsargonban. Egyesek megjegyzik, hogy egyes csoportok azért használják, hogy kívülállók ne értsék, és a tolvajnyelvet és a szlenget is zsargon-típusoknak tartják. A tolvajnyelven és a szlengen kívül zsargonoknak számítanak a múltbeli nemesi-arisztokrata és polgári-kispolgári körök szalonnyelve, a pártállami korszak mozgalmi nyelve, a mindenkori politikusok „fanyelve” és a hivatali nyelv. Szakzsargonoknak vagy műhelyzsargonoknak nevezik a szaknyelvek igénytelen szóbeli alakját és a szakemberek által használt kívülállóknak szóló szaknyelvet, de anélkül, hogy érthető legyen. Egyesek szerint a szaknyelvek mindenképpen zsargonok.
A román nyelvészetben is megtalálható a zsargon mint a gazdag társadalmi rétegek, egyes szakmák (orvosok, ügyvédek stb.) és egyéb társadalmi rétegek nyelvhasználata azzal a céllal, hogy elkülönüljenek a többi beszélő tömegétől. Megvan benne a szaknyelvek (műszakiak, tudományosak és egyebek) a zsargonok közé sorolása is.
Az orosz nyelvészetben a zsargon terminust használják fenti jelentésekkel (pl. „a 19. századbeli nemesség zsargonja”, „programozók zsargonja”), valamint a hobbinyelvekre (pl. „bélyeggyűjtők zsargonja”), de olyan nyelvváltozatokra is, amelyeket más nyelvészetekben szlengeknek neveznek, pl. „ifjúság zsargonja”, „katonák zsargonja”.
Az angol nyelvű nyelvészetben is jelen van a francia jargon terminus, kívülállók számára érthetetlen szaknyelv jelentéssel, amelyet a műszaki és a tudományos területeken használnak. Ilyen értelemben szó van a nyelvészet, az informatika, a reklámipar, a farmerek stb. zsargonjáról.
A nyelv összes változata kontinuumot alkot, tehát nincs közöttük éles határ. Nemcsak a zsargonoknak, argóknak, szlengeknek és szaknyelveknek nevezett változatok között vannak átfedések, hanem ezek és a területi változatok (a dialektusok) között is, és mindezek hatnak valamennyire a sztenderd nyelvváltozatra és a szépirodalom nyelvére.

## Példák zsargonokra
Egyes zsargonokat felső társadalmi rétegek használtak. Ilyen volt például Franciaországban, a 17. században „kényeskedők”-nek nevezett, főleg arisztokrata nők szalonjaiban gyakorolt nyelv. Akkoriban rögzítették a klasszikus francia irodalmi nyelv normáit, amelyek többek között ún. „nemes stílus”-t írtak elő. Ezt úgy is értették, hogy a szókincsnek „nemes”-nek kell lennie, azaz különböznie kell a nemesség szintje alatt elhelyezkedő rétegek nyelvének a szókincsétől. Ezt a kényeskedők addig vitték, hogy főleg körülírásokkal helyettesítettek szerintük közönséges szavakat, pl. les écluses du cerveau ’az agy zsilipjei’ (az orrnak megfelelő), les coussinets d’amour ’szerelempárnácskák’ (női mellek), le conseiller des grâces ’a bájok tanácsadója’ (tükör), l’affronteur des temps ’az időjárással szembeszálló’ (kalap), amelyek nem lépték át a körük határait. Mégis a kedveskedőktől származnak egyes, a mai köznyelvben használt szavak, pl. féliciter ’gratulálni’, s’enthousiasmer ’lelkesedni’, bravoure ’vitézség’, anonyme ’névtelen’, incontestable ’kétségbevonhatatlan’, pommade ’kenőcs’.
Egyéb nyelvek esetében idegen szavak használata jellemezte a felső társadalmi rétegek és az őket utánzó kispolgárok zsargonját, a szalonnyelvet. A magyar nyelvben ezek főleg német és francia eredetűek voltak, pl. snájdig (német schneidig ’jóvágású’), hercig (ném. herzig ’csinos’), gáláns (francia galant ’lovagias’), rúzs (fr. rouge à lèvre ’ajakpirosító’) stb. Ezek közül az utóbbi köznyelvi lett.
A román nyelvben is hasonló jellege volt a szalonnyelvnek. A 18. században és a 19. század elején uralkodó konstantinápolyi görög fejedelmek idejében görög szavak jellemezték, később pedig, a Nyugat felé való irányulás kezdetével francia szavak, pl. demoiselle ’kisasszony’, bonjour ’jó napot’, bonsoir ’jó estét’, charmant ’kedves, aranyos’, toujours ’mindig’, merci ’köszönöm’. Ez utóbbi szó a mai fesztelen nyelvi regiszterben is használatos.
Francia szavak jellemezték a 19. századbeli orosz nemesség zsargonját is.
A tudományos és műszaki területek szakembereinek is megvan a zsargonjuk, amelyet egymás között természetes használniuk, és amelyet kívülállók nem értenek. Előfordul, hogy szakterületükhöz tartozó témáról beszélnek laikusokhoz is, és ezek nem értik, de nem azért, mert ez lenne a beszélő szándéka, hanem azért, mert nem tudja nyelvhasználatát a címzettekhez igazítani. Lehet szó olyan szakzsargonról is, amelyet azért használnak, hogy ne legyen érthető kívülállók számára, vagy ködösítés céljából. Ez olykor az esete politikusok nyelvének, az ún. „fanyelv”-nek vagy a propaganda nyelvének.
Általában a zsargonok csak szókincsükben különböznek a köznyelvtől, de a tudományos és a műszaki szaknyelveket, amelyek írottak is, legalábbis elvben egyéb vonások is jellemzik, beleértve nyelvtaniakat és szövegszerkesztésieket. Ilyenek a kifejezés pontossága, a szinonímia kerülése, inkább igékből képzett főnevek, mint igék használata, a gyakori személytelen szerkezetek, a szóbeli és az írott diskurzus logikája és összetartása stb.
A valamelyik hobbit űzők csoportjának (horgászok, vadászok stb.) zsargonja különbözik a tudományos és a műszaki zsargonoktól abban, hogy hiányoznak belőle a fenti vonások. Ezen kívül szerepe van benne a speciális kifejezések használata örömének, és megvan az a funkciója, hogy kifejezze a többé-kevésbé zárt körhöz való tartozást.
Egyes szakzsargonokra az jellemző, hogy a beszédben keverik bennük a szakterület írott alakban is használt terminológiáját olyan szavakkal, amelyeket csak a beszédben hansználnak. Például a magyar építőipari szakember betonadalék-ról ír, de az építkezésen ehelyett sóder-ról beszél. Hasonlóképpen a francia számítógépes szakember az ordinateur ’számítógép’ szót használja írott munkában, de kollégájához szólva ordi-ra rövidíti vagy helyette a bécane szót használja.
A zsargonok főleg szóbeli nyelvváltozatok, kivéve a a tudományosokat és a műszakiakat, amelyek írottak is, de amióta van internet, vannak csak írott zsargonok is, mint amilyen a chattelők sok rövidítést tartalmazó zsargonja, egyes fórumoké vagy a Wikipédiáé.
A zsargonok szókincsükben különböznek a köznyelvtől. Hangtani és grammatikai rendszerük nem különbözik lényegében az adott nyelvétől. Ha az összes itt említett nyelvváltozatot zsargonoknak tekintjük, egyesek különböznek másoktól azon nyelvi regiszterek révén, amelyekhez közelállnak. Például a szaknyelvek írott alakjának a grammatikai és szövegszerkesztési rendszere a szokásos vagy a választékos regiszteré, bizonyos sajátosságokkal, a szakmák, mesterségek, foglalkozások és hobbik zsargonjai pedig grammatikai és szóalkotási módszereikkel a népi vagy a fesztelen regiszterhez állnak közel, akárcsak a szlengek.